# Everything is Average Nowadays
«Everything Is Average Nowadays» es una canción de la banda británica Kaiser Chiefs y es la novena pista de su segundo álbum, Yours Truly, Angry Mob. La canción fue lanzada como el segundo sencillo de su álbum en el Reino Unido el 21 de mayo de 2007.
El título de la canción es habitualmente visto como una alusión a la canción de Buzzcocks, "Everybody's Happy Nowadays". También es notable la influencia de Blur en la canción, banda con la cual los Kaiser Chiefs son comparados habitualmente.
Existe una versión en vivo de esta canción que fue grabada en noviembre de 2006 en Berlín durante la gira de la banda por Alemania. La versión fue lanzada en los Estados Unidos el 13 de marzo de 2007 como parte de un sencillo promocional.
La canción ha sido versionada por 
The Little Ones, la cual será lanzada en un sencillo de 7" que incluirá una versión de otra canción original de los Kaiser Chiefs, "Love's Not a Competition (But I'm Winning)".

## Lista de canciones

### 7"
1. «Everything Is Average Nowadays»
2. «I Like to Fight»

### CD
1. «Everything Is Average Nowadays»
2. «Out of My Depth»

- Datos: Q2188912